# Polychrus marmoratus
El falso camaleón marmoleado (Polychrus marmoratus) es una especie de lagarto de la familia Polychrotidae. Se distribuye por Guyana y  Surinam, y posiblemente se encuentre también en el norte de Brasil y Guayana Francesa. Hasta 2017 se consideraba que se extendía por buena parte de la Sudamérica tropical, además de los territorios ya citados: Venezuela, Trinidad y Tobago, Isla Margarita, Ecuador, Perú, Colombia y probablemente también en Bolivia y parte norte de Chile; pero un estudio dividió la especie y restringió Polychrus marmoratus a la región de Surinam y Guyana. Como puede cambiar su color a un marrón oscuro se le ha denominado "falso camaleón", o simplemente camaleón.[cita requerida]